# Polygala kurdica
Polygala kurdica är en jungfrulinsväxtart. Polygala kurdica ingår i släktet jungfrulinssläktet, och familjen jungfrulinsväxter.

## Underarter
Arten delas in i följande underarter:
- P. k. bornmuelleri
- P. k. kurdica